# Enthüllung einer Staatsaffäre
Enthüllung einer Staatsaffäre (Originaltitel: Enquête sur un scandale d’État) ist ein französischer Politthriller aus dem Jahr 2021 nach dem Buch L’infiltré von Hubert Avoine und Emmanuel Fansten.

## Handlung
Der verdeckte Ermittler der französischen Rauschgiftbehörde Hubert Antoine ist dabei, als 2012 in Marbella 19 Tonnen Rauschgift angelandet und in eine Villa gebracht werden.
Im Oktober 2015 beschlagnahmt der Zoll in Paris mehrere Tonnen Cannabis. Antoine kontaktiert den Libération-Redakteur Stéphane Vilner und präsentiert ihm Dokumente, die den französischen Polizeidirektor und Leiter der zentralen Drogenfahndung Jacques Billard schwer belasten. Er wirft ihm vor, unter dem Mantel verdeckter Ermittlungen der von ihm geleiteten Operation Ithaka tonnenweise Rauschgift ins Land zu schmuggeln und zu verkaufen. Der Journalist prüft die Unterlagen kritisch und beginnt, sich mit einem Redaktionsteam der Zeitschrift in das Thema einzuarbeiten.
Über einen längeren Zeitraum veröffentlichen sie etliche Zeitungsartikel, treten in Talkshows auf und schreiben ein Buch darüber. Es wird publik, dass seit Sarkozys Präsidentschaft Erfolge in der Bekämpfung der Drogenkriminalität gerne durch große Zahlen bei Beschlagnahmen belegt werden; so auch durch die zentrale Drogenfahndung unter der Leitung Billards. Unbekannt bleibt dabei allerdings, dass die spektakulären Beschlagnahmen nur möglich werden, weil gleichzeitig die importierten Drogenmengen mit Duldung der Polizei deutlich ansteigen. Der weit überwiegende Teil der importierten Ware wird nicht beschlagnahmt und bleibt auf dem Markt.
Billard verklagt die Libération auf Verleumdung. Im Prozess, ein Jahr später, haben beide Seiten Gelegenheit, ihre Positionen noch einmal ausführlich darzulegen. In der Folge wird nicht nur Billard in seiner Position abgelöst, sondern gleich die ganze zentrale Drogenbehörde umorganisiert. Bei der Nachfolgebehörde bleibt gleichwohl vieles beim Alten.
Zum Ende des Films berichtet Stéphane Vilner aus dem Off, dass Hubert Antoine an einem Tumor gestorben ist.

## Produktion
Drehorte waren neben Straßen und Lokalitäten in Paris Talloires im Département Haute-Savoie, Marbella und Málaga. Die Dreharbeiten dauerten insgesamt 39 Tage und fanden zwischen dem 23. August 2019 und dem 7. März 2020 statt.
Enthüllung einer Staatsaffäre ist der vierte Langfilm des Regisseurs. Les Apaches lief 2013 in Cannes innerhalb der Quinzaine des réalisateurs, Une Vie violante wurde 2017 für die Semaine des réalisateurs ebenfalls in Cannes ausgewählt. Es ist der erste Film, in dem  	Thierry de Peretti mit der mehrfach ausgezeichneten Kamerafrau Claire Mathon, die in San Sebastian für den Film mit dem Jury-Preis ausgezeichnet wurde, zusammengearbeitet hat.

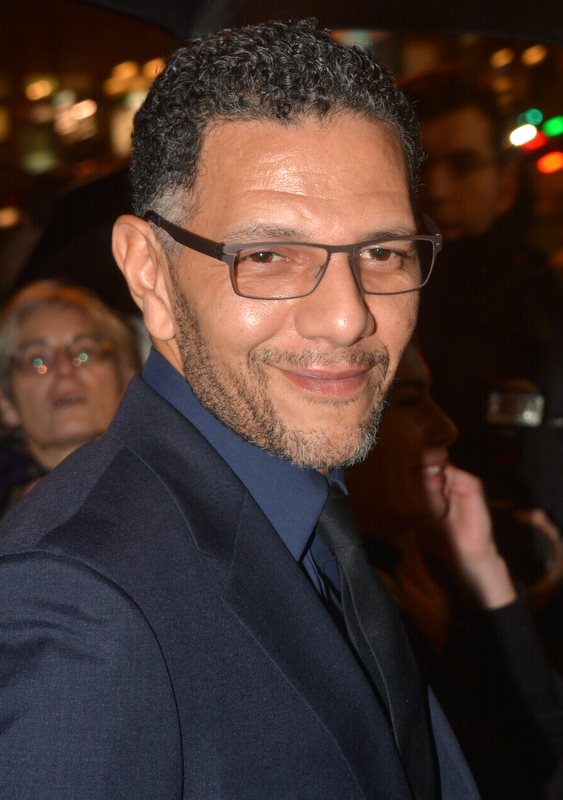
Roschdy Zem (2017)
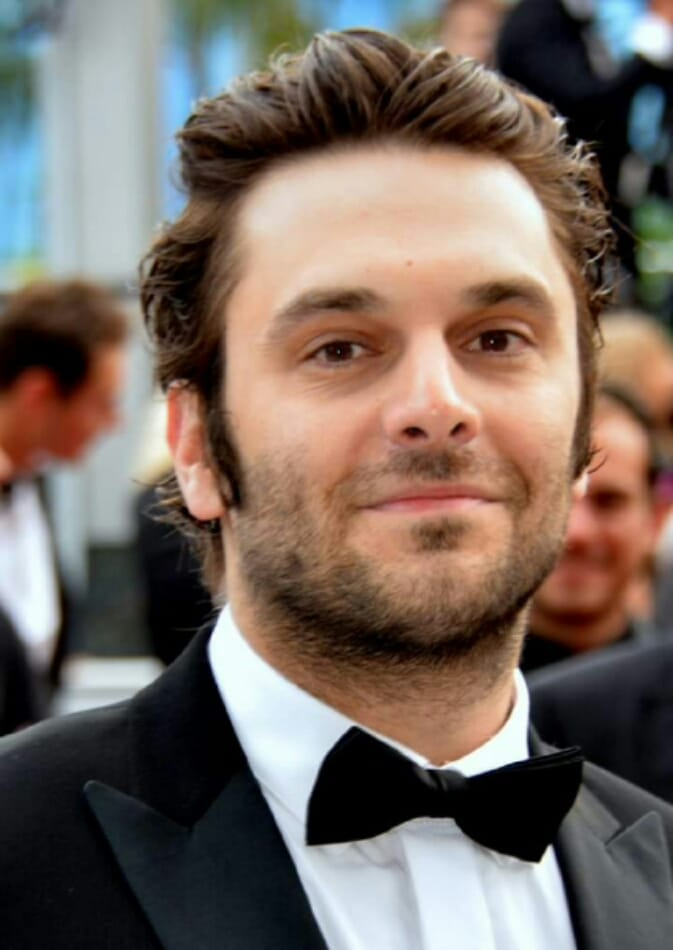
Pio Marmaï (2019)
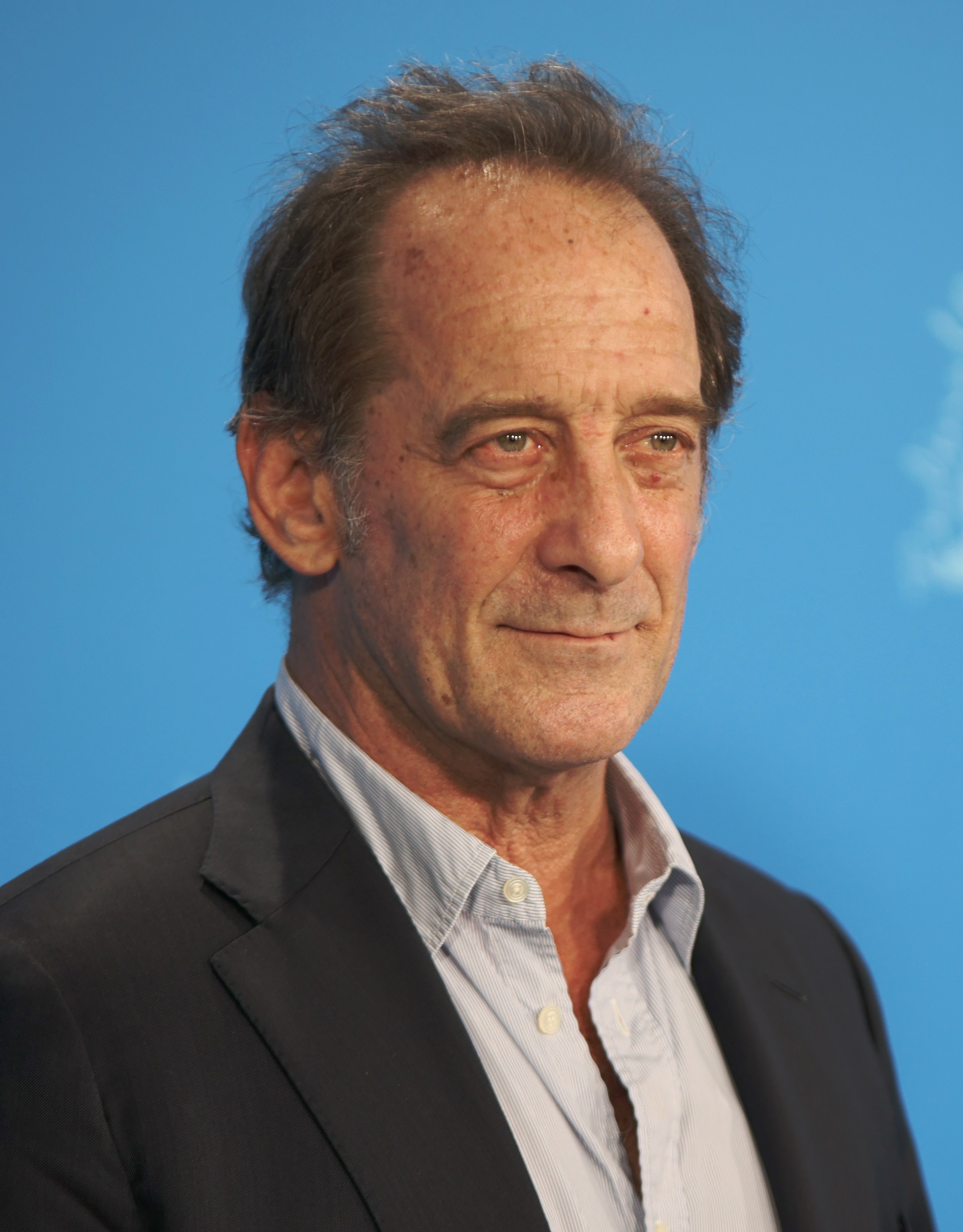
Vincent Lindon (2022)
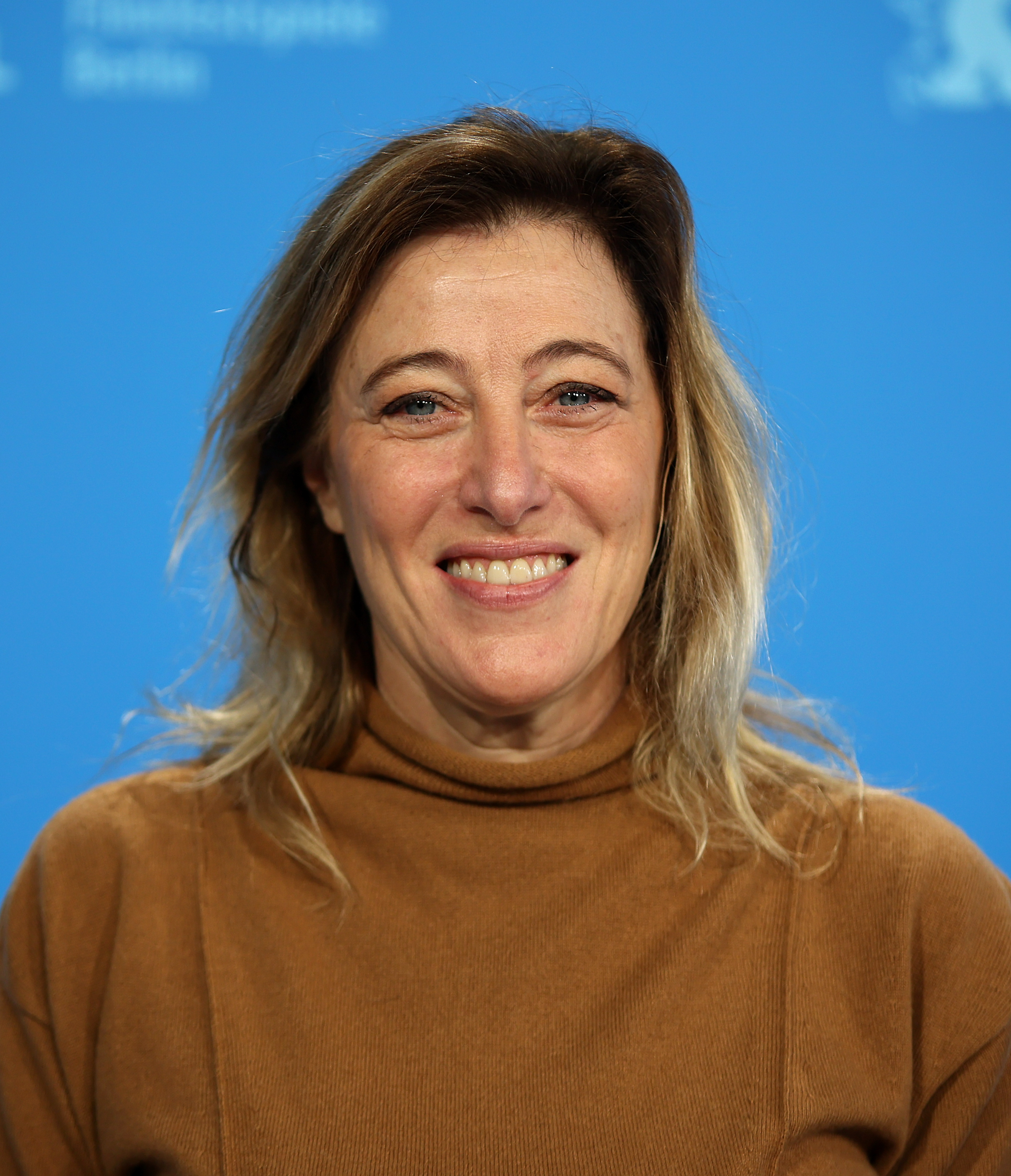
Valeria Bruni Tedeschi (2022)

## Veröffentlichung
Der Film wurde zum ersten Mal am 22. September 2021 am San Sebastián International Film Festival gezeigt, Aufführungen im Oktober folgten am Festival international du film indépendant in Bordeaux und dem Mediterranean Film Festival in Montpellier. Kinopremiere in Frankreich war am 9. Februar 2022. Deutschlandpremiere des Films war am 17. Januar 2024 auf arte.
2022 veröffentlichte das Label Pontemkine eine DVD in französischer Sprache und mit französischen Untertiteln, umfangreichem Bonusmaterial und einem Booklet mit Interviews der Crew durch Raphaelle Pireyre und Morgan Pokée (34 Seiten). Das Bonusmaterial enthält unter anderem Kommentare von Thierry de Peretti und Claire Mathon sowie ein Gespräch mit dem Journalisten Emmanuel Fansten (16').

## Rezeption

### Auszeichnungen und Nominierungen
- 2021: Jury Prize (best cinematography) für Claire Mathon, San Sebastián International Film Festival
- 2021: Golden Seashell für Thierry de Peretti – bester Film (Nominierung), San Sebastián International Film Festival
- 2022: Grand Prix, Festival du film politique in Carcassonne[2]
- 2022: Preis für die beste Interpretation an die gesamte Equipe, Festival du film politique in Carcassonne[2]
- 2023: César für Thierry de Peretti und Jeanne Aptekman – bestes adaptiertes Drehbuch
- 2023: Meilleur DVD/Blu-ray récent, Syndicat Français de la Critique de Cinéma[3]

### Kritik
In der französischen Presse erhielt der Film durchgehend Bestnoten. Bei Allociné, einem französischen Filmportal, erreichte er 4.1 von 5 möglichen Punkten bei den Kritikern.